# Анна Ботсфорд Комсток
Анна Ботсфорд Комсток (англ. Anna Botsford Comstock; 1 вересня 1854 — 24 серпня 1930) — американська письменниця, ілюстраторка, викладачка природознавства й екоактивістка. Перша жінка-професор Корнельського університету. Її понад 900-сторінкова праця «Посібник з вивчення природи» (1911) вийшла у 24-х виданнях. Комсток ілюструвала ентомологічні підручники разом зі своїм чоловіком Джоном Генрі Комстоком, включаючи їхню першу спільну роботу, Посібник з вивчення комах (1885). Комсток працювала також із Ліберті Гайдом Бейлі, Джоном Волтоном Спенсером, Еліс Макклоскі, Джулією Роджерс і Адою Джорджією на факультеті вивчення природи Корнельського університету. Разом вони склали навчальні програми з вивчення природи, щоб розвивати цікавість до навколишнього природного світу.

## Ранні роки та освіта
Анна Ботсфорд народилася в місті Отто (штат Нью-Йорк) у родині Марвіна та Фібі Айріш Ботсфорд. У її 3 роки сім'я переїхала в каркасний будинок на фермі, де були коні та хлів для худоби. Вони вирощували городину, мали фруктові сади, розводили велику рогату худобу, свиней, овець, птицю. Для єдиної дитини в сім'ї освіта була важливою як у школі, так і вдома, де Комсток і її мати-квакерка проводили час разом, розглядаючи польові квіти, птахів і дерева.
У 1871 році Комсток відвідувала Інститут Чемберлена та жіночий коледж під керівництвом методистської церкви в Рендольфі, Нью-Йорк. Роки Комсток у Чемберлені посилили її любов до літератури, ораторського мистецтва та мови. Вона закінчила навчання в червні 1873 року, виголосивши вітальну промову перед однолітками латинсою. Комсток повернулася до Отто, щоб викладати в школі протягом року.

## Корнельський університет
Анна Ботсфорд вступила до Корнельського університету в 1874 році. 
Протягом зимового семестру 1875 року вона відвідувала курс ентомології у Джона Генрі Комстока, який мав лише два роки кар'єри викладача в університеті. Їхня дружба переросла в роман і шлюб (7 жовтня 1878), і вона відійшла від студентського життя до обов'язків дружини молодого професора. Комсток ілюструвала ентомологічні документи чоловіка та допомагала йому з деталями його досліджень і роботи ентомологом у Міністерстві сільського господарства США (1879—1881).
Комсток здобула диплом Корнелла в червні 1885 року. Вона стала членкинею сестринства Kappa Alpha Theta (4 листопада 1882 року) і була однією з перших жінок, обраних до почесного товариства Sigma Xi в Корнеллі в 1888 році.

## Кар'єра
Протягом усього життя Анна Ботсфорд Комсток ілюструвала лекції та публікації свого чоловіка про комах. Вона не мала формального навчання ілюстрації; вона вивчала комаху під мікроскопом, а потім малювала її. Коли її чоловік був головним ентомологом у Міністерстві сільського господарства США з 1879 по 1881 рік, вона підготувала малюнки для його звіту ентомолога про лускокрилих шкідників цитрусових 1880 року.
Потім вона знову вступила до Корнелла і здобула ступінь з природничої історії в 1885 році. Вона вивчала гравюру на дереві в школі Cooper Union у Нью-Йорку, щоб підготувати ілюстрації до книги свого чоловіка «Вступ до ентомології» в 1888 році. Також у 1888 році вона була однією з перших чотирьох жінок, прийнятих до Sigma Xi, національного почесного товариства наук.

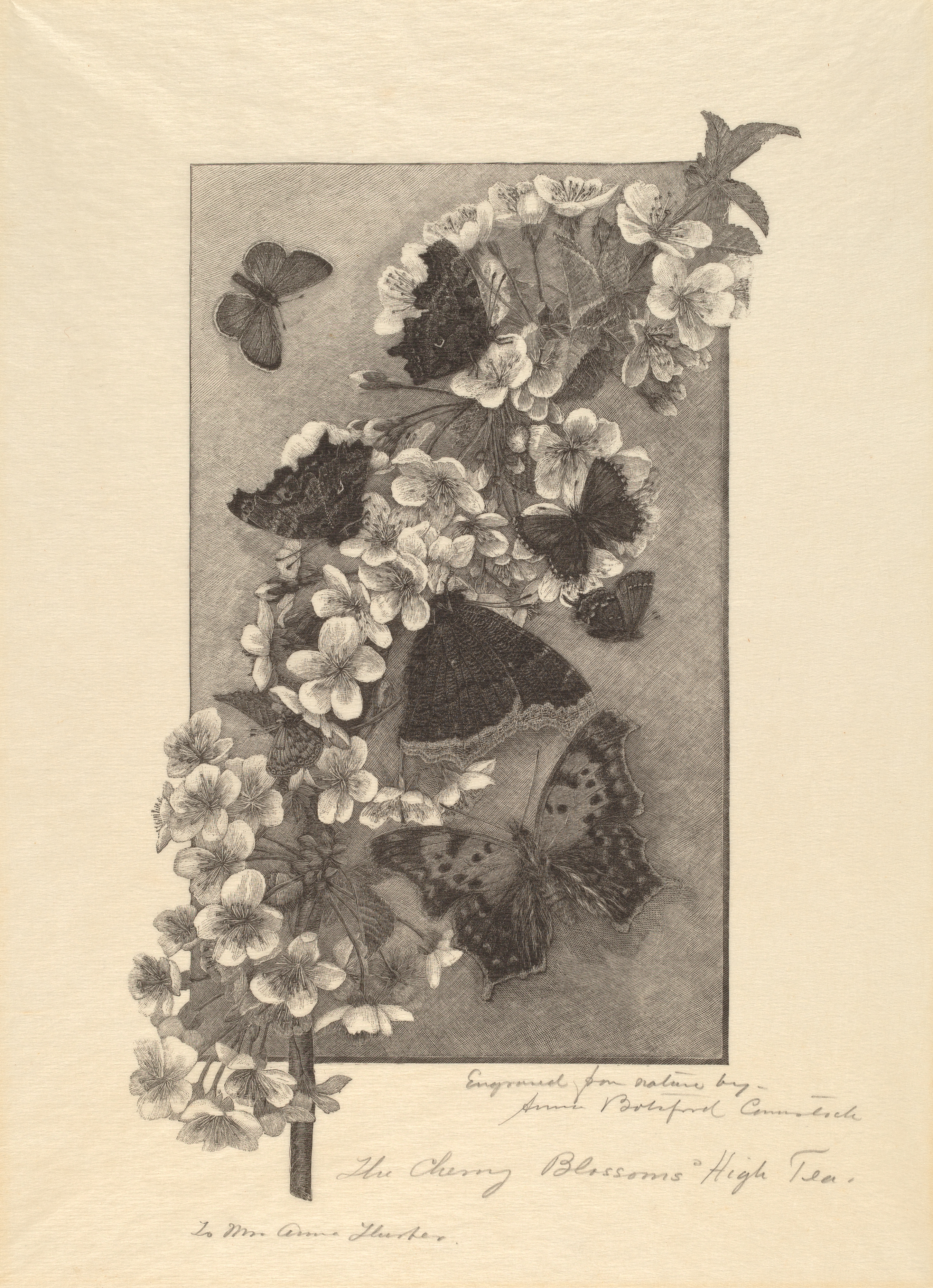
Ілюстрація Анни Ботсфорд, біля 1890

Ботсфорд Комсток створила гравюри для більш ніж 600 пластин, використаних у Посібнику з вивчення комах (1895), Життя комах (1897) і Як дізнатися про метеликів (1904), перша написана її чоловіком, а останні дві у їхньому співавторстві. Її гравюри з'явилися на Всесвітній Колумбійській виставці в 1893 році, на Всесвітній виставці у Парижі в 1900 році та на Панамериканській виставці в Буффало в 1900 році. Вона була третьою жінкою, яка увійшла до Товариства американських гравюр по дереву, і була визнана найпліднішою з виробників оригінальних (не репродуктивних) зображень.
Анна Ботсфорд Комсток написала й проілюструвала кілька книжок, у тому числі «Шляхи шестиногих» (1903), «Як утримувати бджіл» (1905), «Посібник із вивчення природи» (1911), «Книга домашніх тварин» (1914), і «Дерева на дозвіллі» (1916). Вона також написала роман «Сповідь язичницькому ідолу» (1906)..
Ботсфорд Комсток найбільш відома тим, що однією з перших вивела своїх учнів та інших учителів на вулицю для вивчення природи. У 1895 році її призначили в Комітет сприяння сільському господарству штату Нью-Йорк. На цій посаді вона спланувала та впровадила експериментальний курс вивчення природи для державних шкіл. Програму схвалили для використання в усьому штаті через службу розширення Корнелла. Потім вона писала та виступала від імені програми, допомагала навчати вчителів і готувала матеріали для аудиторії. Починаючи з 1897 року, вона викладала вивчення природи в Корнельському університеті. Комсток була першою жінкою-професором Корнельського університету. Після призначення доцентом кафедри вивчення природи в 1898 році її понизили до викладачки через спротив опікунів призначенню жінки. У 1913 році вона знову стала доценткою. У 1920 році її нарешті визнали повним професором. (У 1911 році Марта Ван Ренсселер і Флора Роуз стали першими жінками, які отримали повні професорські посади в Корнельському університеті.)
Анна Ботсфорд Комсток редагувала журнал Nature-Study Review з 1917 по 1923 рік і була співробітницею журналу Country Life in America.

## Пізні роки і спадщина
У 1922 році Бортсфорд Комсток пішла у відставку з Корнельського університету, але продовжувала викладала на літній сесії. У 1923 році Ліга жінок-виборців вибрала Анну Ботсфорд Комсток та її колегу з Корнелла Марту Ван Ренсселер двома з 12 найвидатніших американських жінок, які «зробили найбільший внесок у своїх галузях для покращення світу». У 1930 році вона отримала ступінь почесного доктора гуманної літератури у Гобартському коледжі.
Анна Ботсфорд Комсток померла в Ітаці, штат Нью-Йорк, у 1930 році. У 1988 році її ввели в Зал слави Національної федерації охорони дикої природи.
Гуртожиток Comstock Hall у коледжах Гобарта та Вільяма Сміта, названий на її честь.

## Галерея

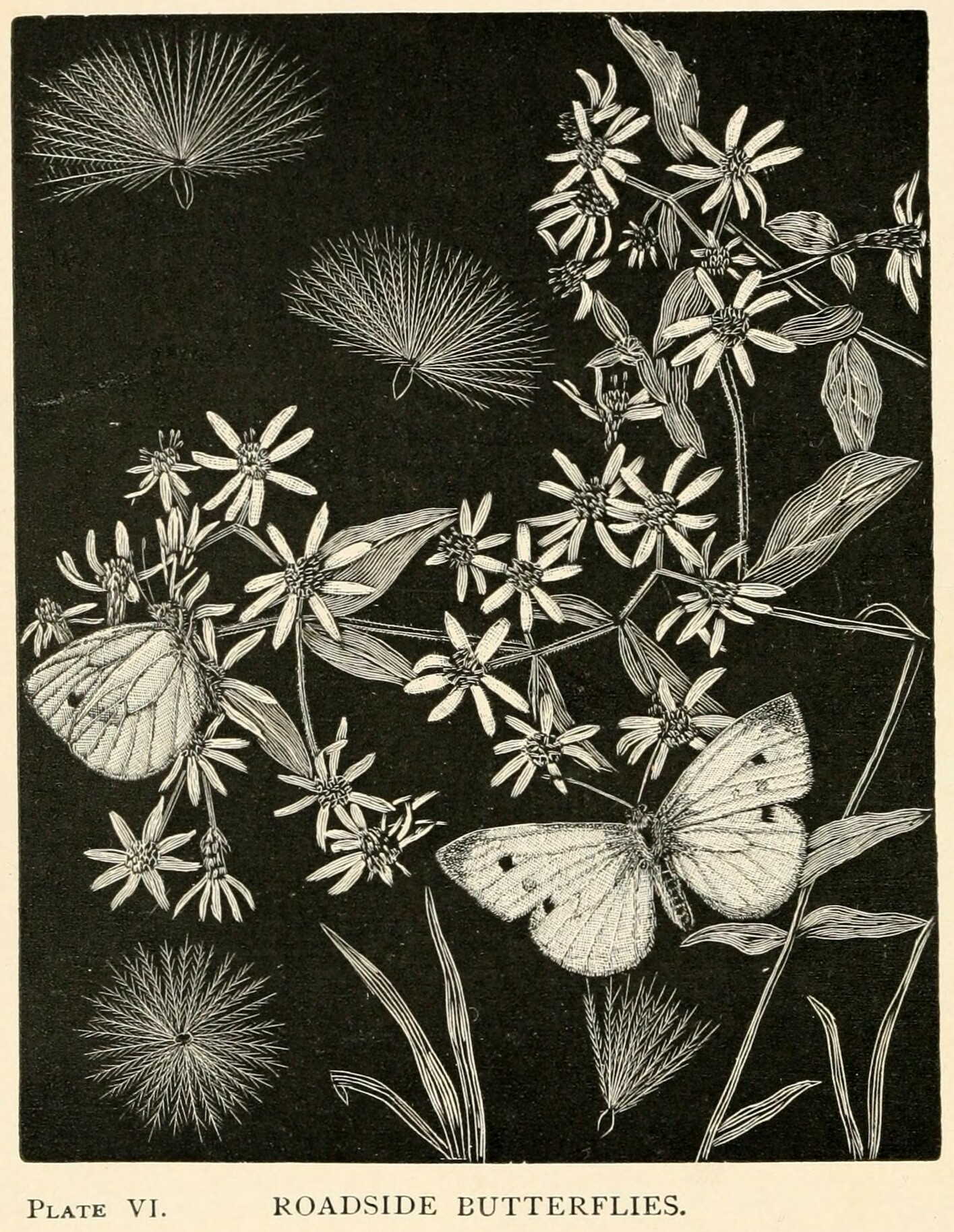
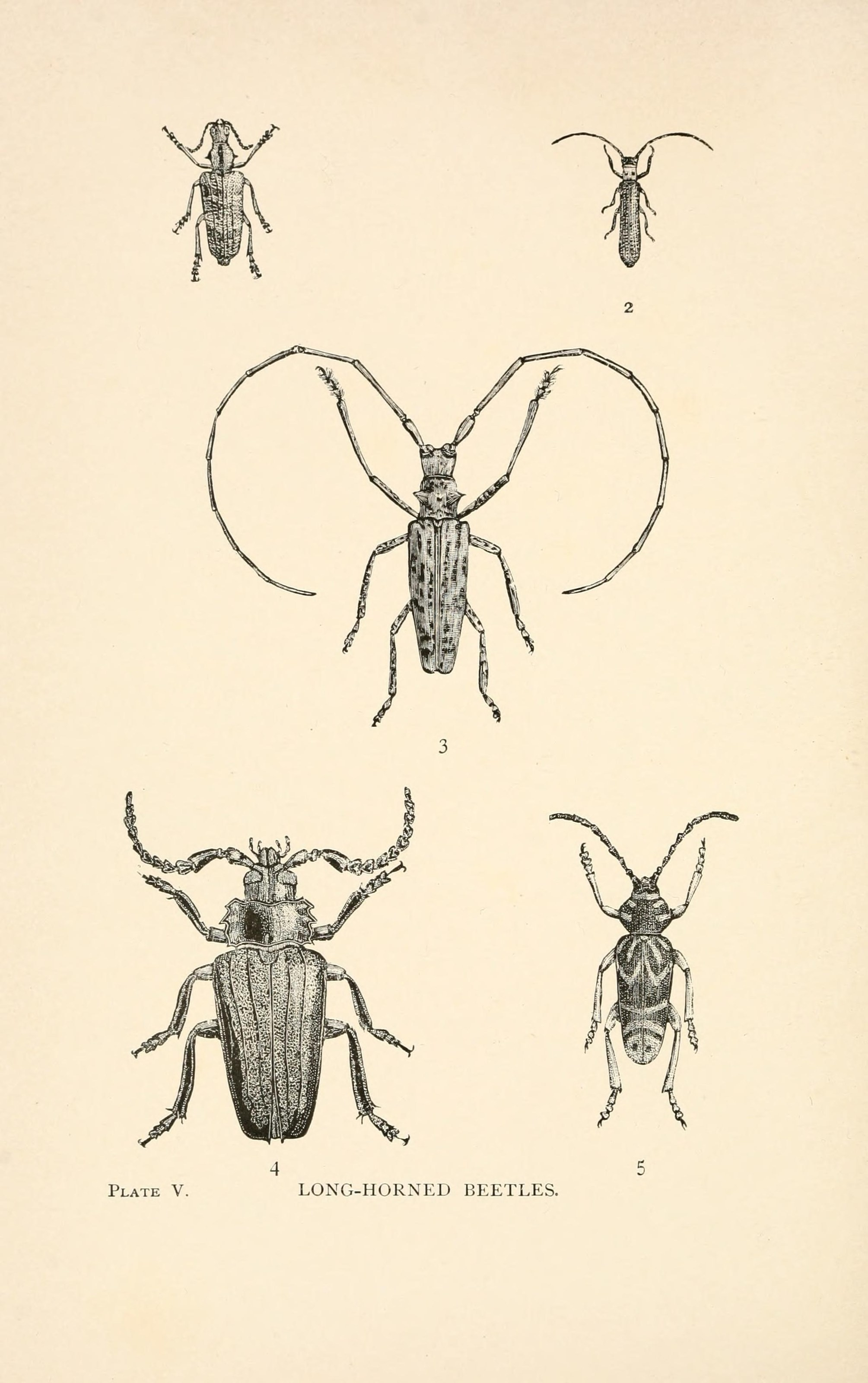
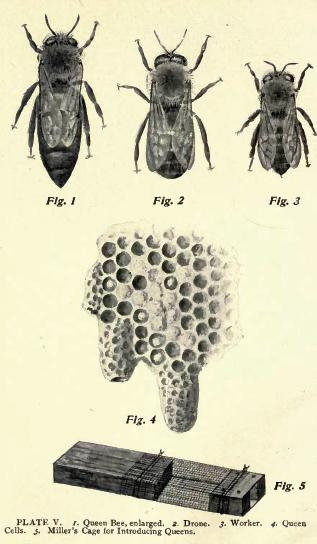
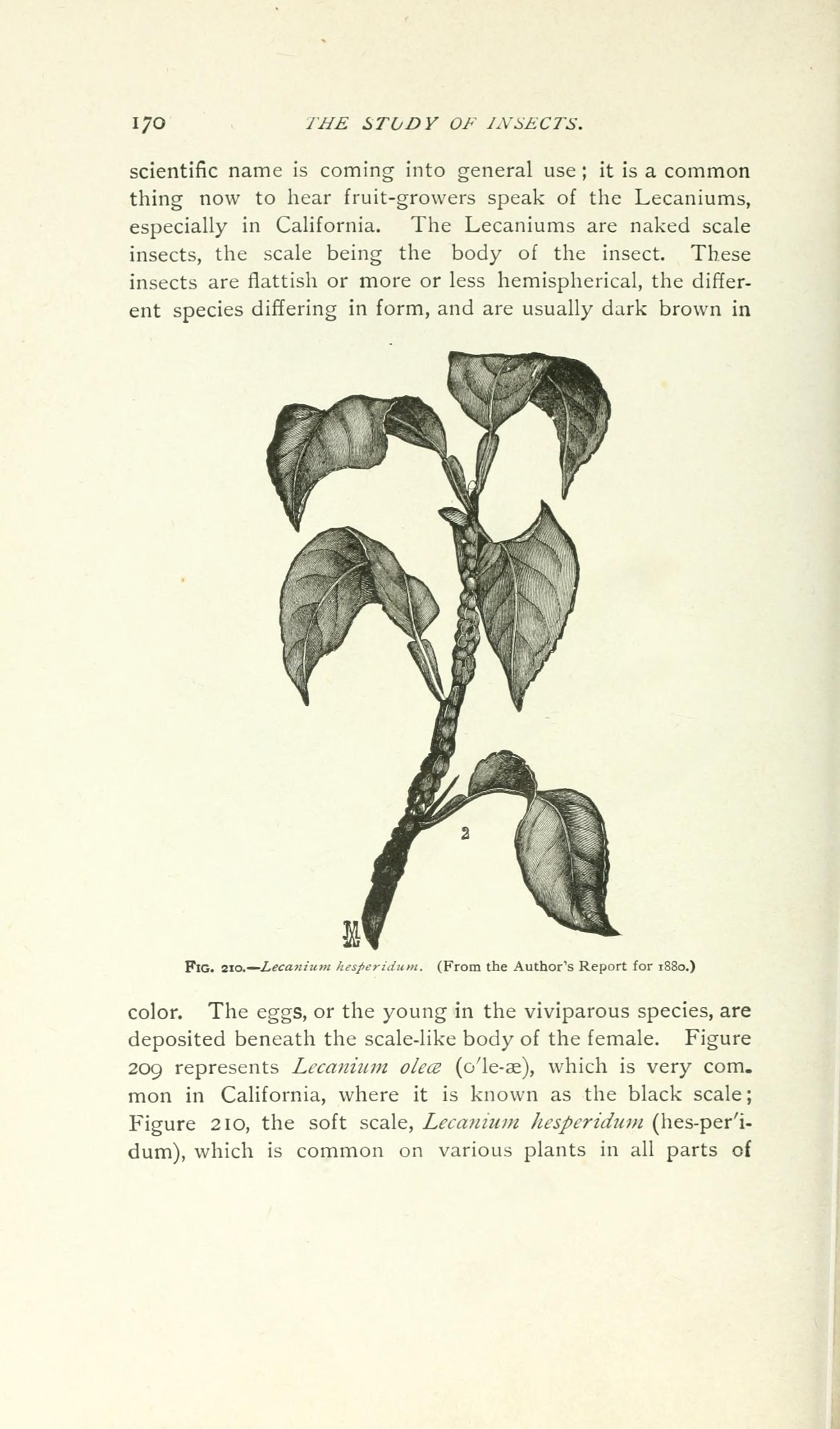
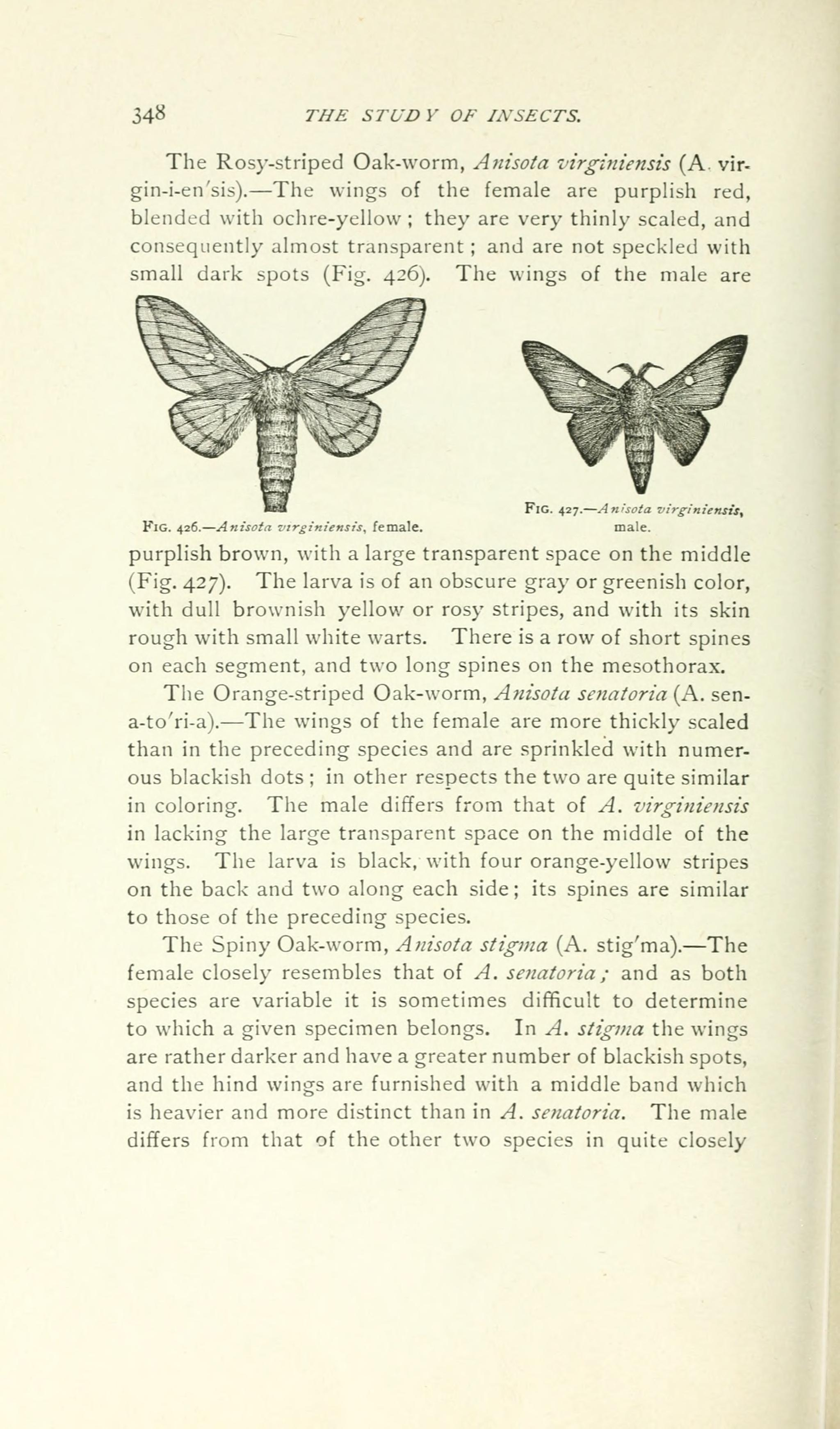
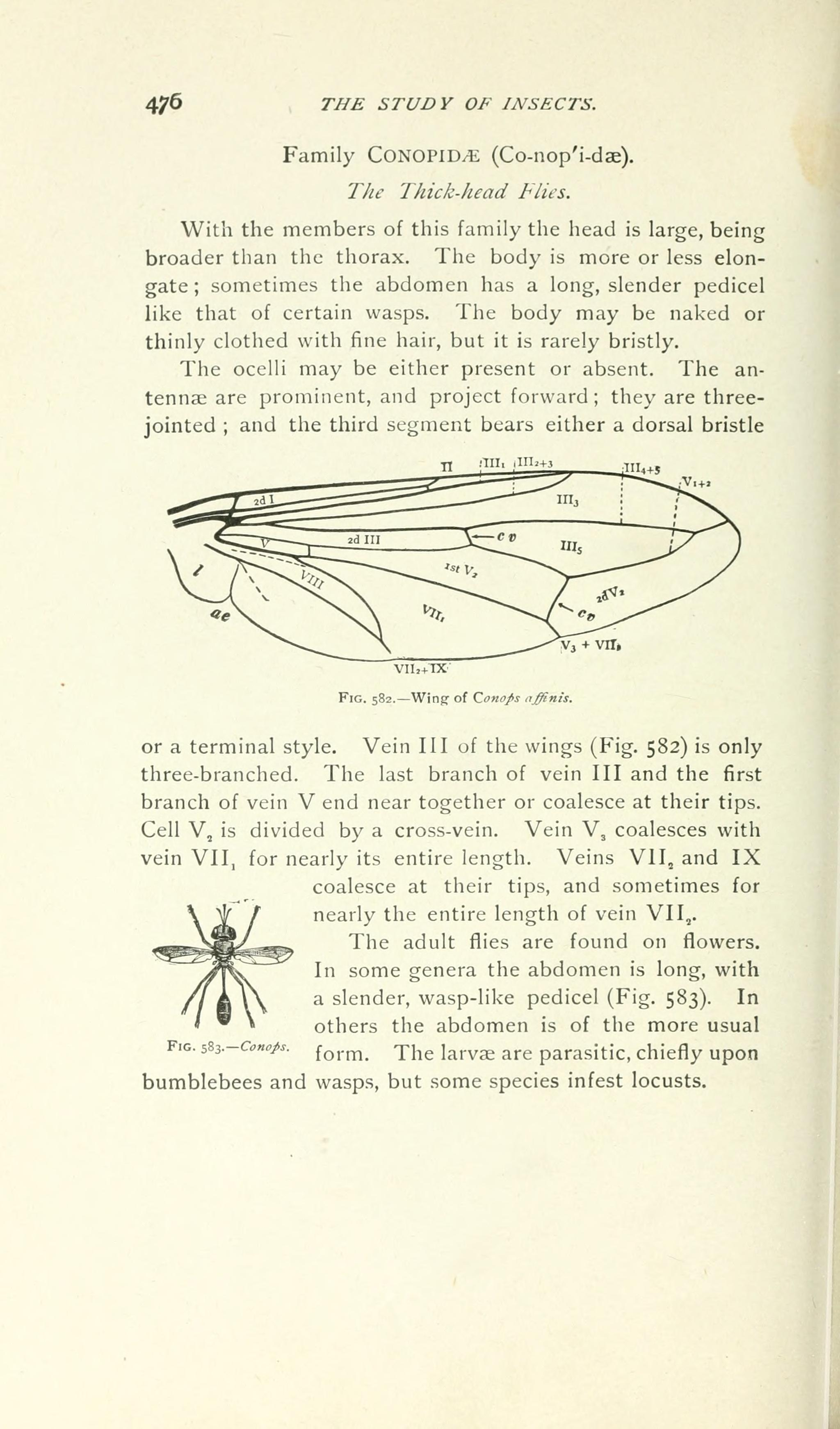
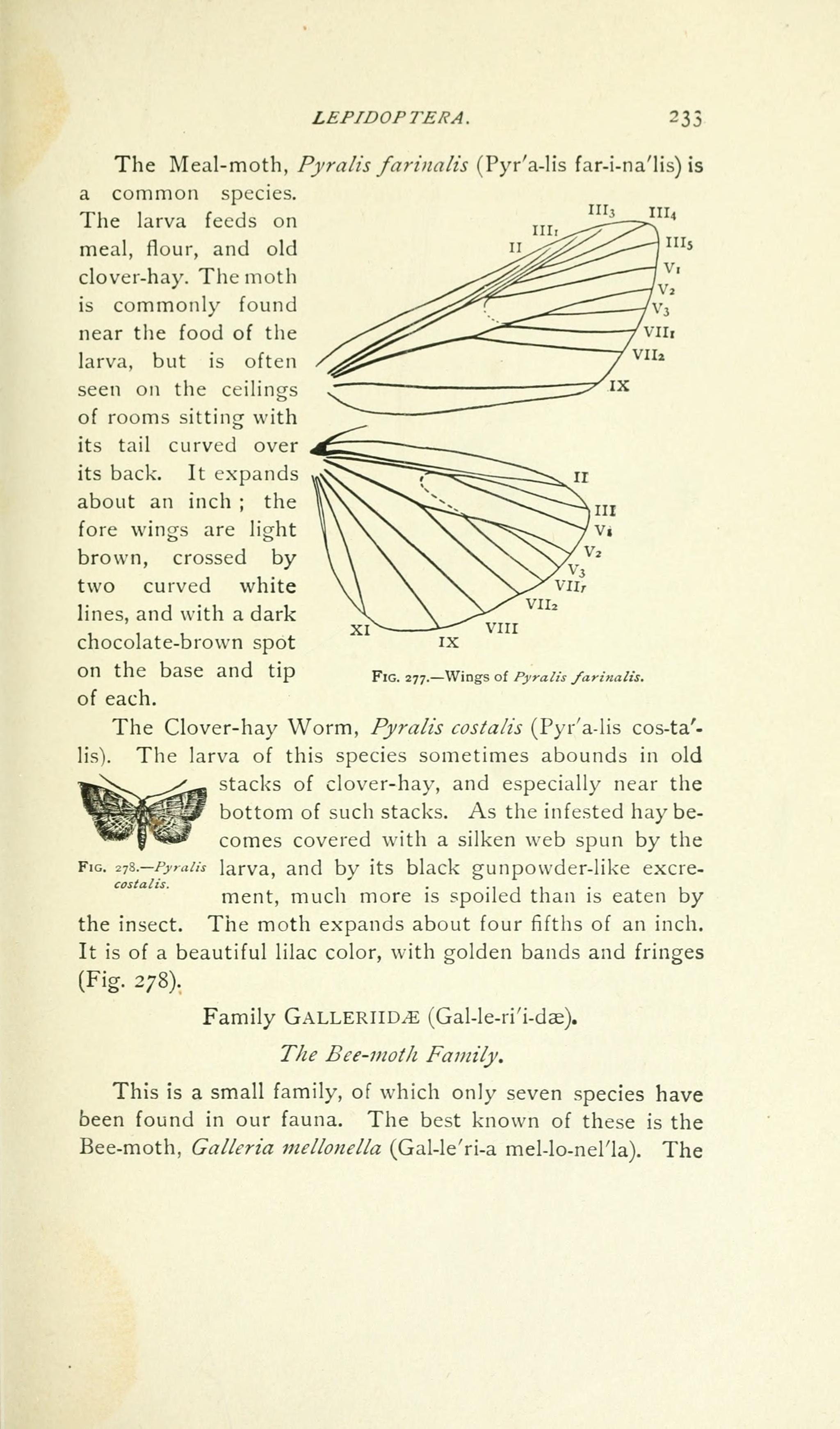
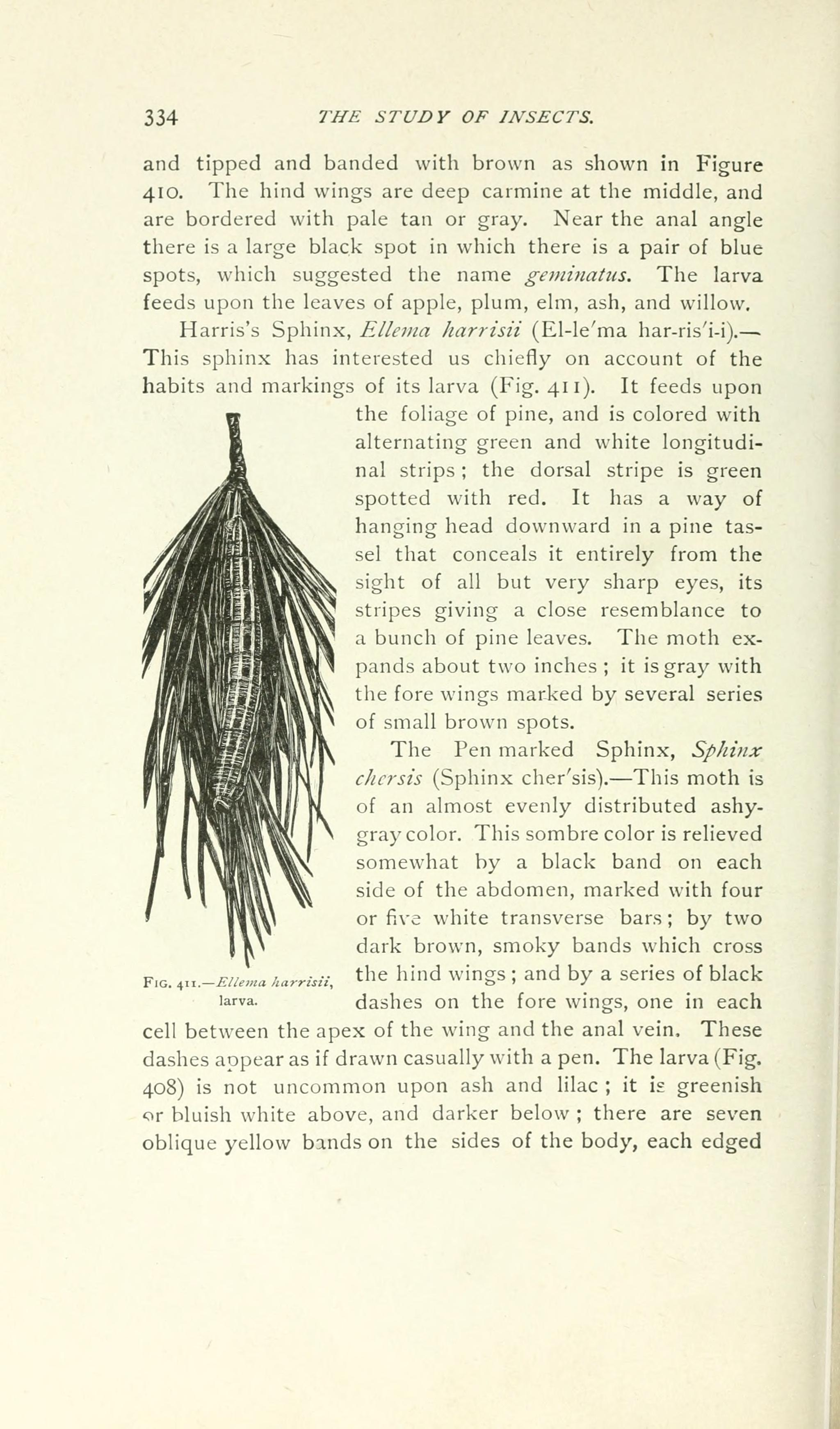
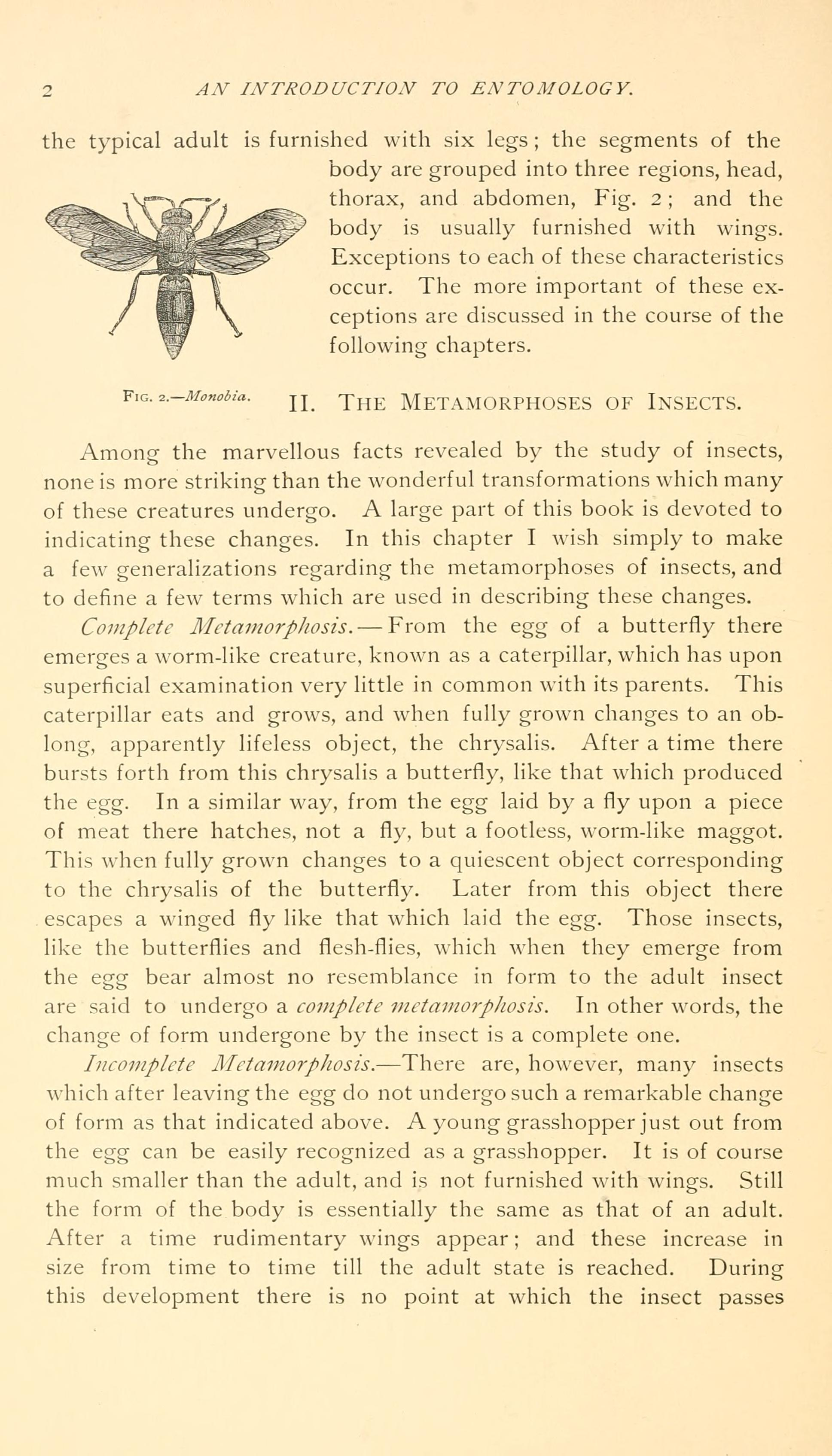
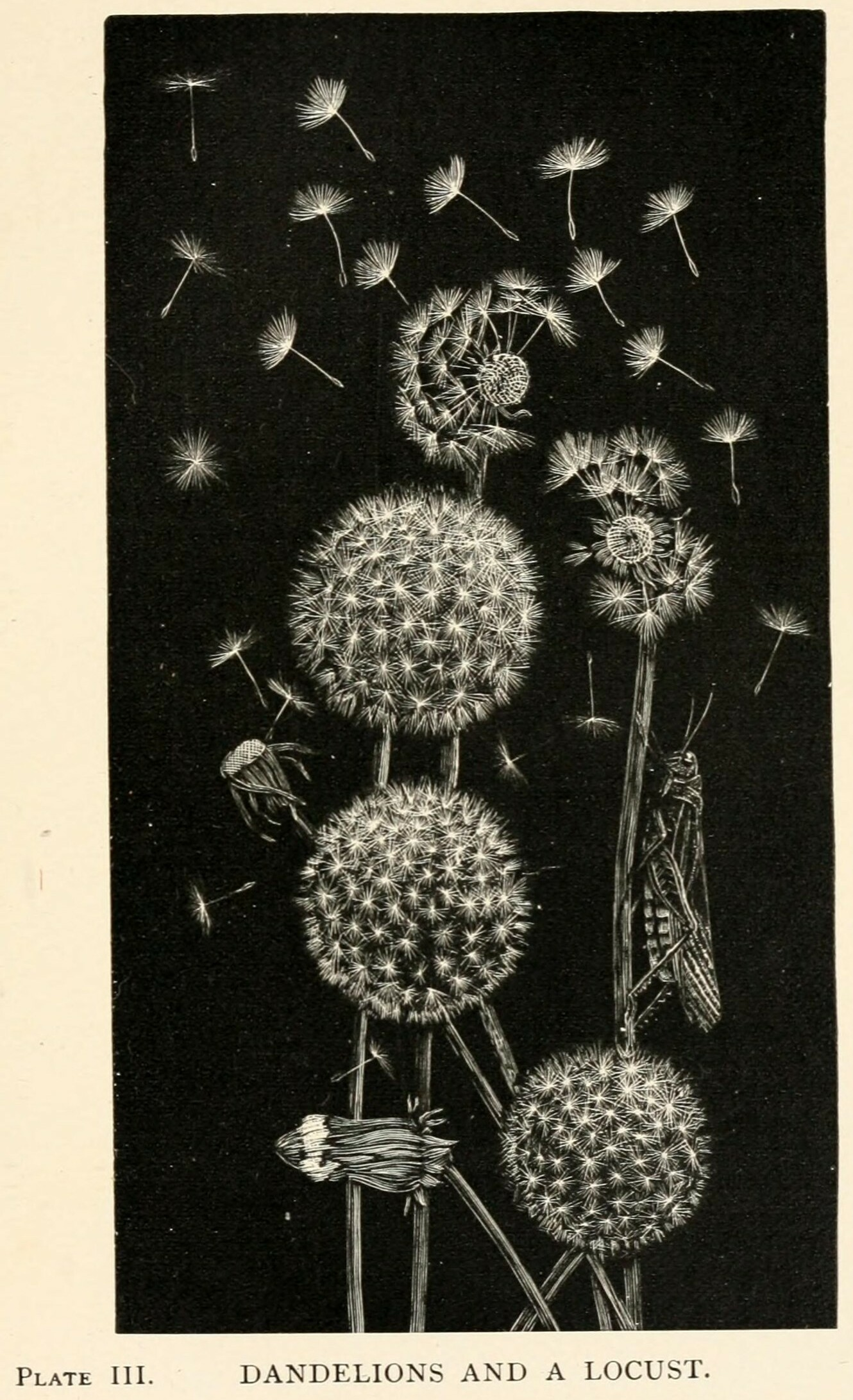